# Flickproces

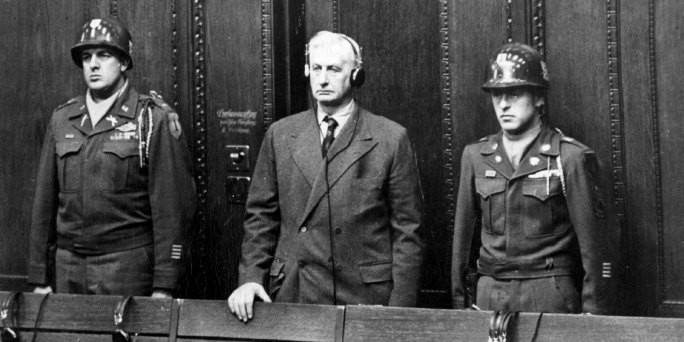
Friedrich Flick tijdens het Neurenbergproces

Het Flickproces ook Verenigde Staten van Amerika vs. Friedrich Flick, et Al. was de vijfde rechtszaak van de Processen van Neurenberg. Het was de eerste van drie processen tegen vooraanstaande industriëlen van nazi-Duitsland, de twee andere waren het IG Farbenproces en het Kruppproces. De beklaagden in deze zaak waren Friedrich Flick en vijf andere hooggeplaatste directeuren van de Flickconcern. De aanklachten waren plundering en slavernij. Hoofdrechter was de Amerikaan Charles B. Sears. Het proces vond plaats van 19 april tot 22 december 1947.

## De aanklacht
- Oorlogsmisdaden en misdaden tegen de menselijkheid door deelname aan de deportatie en slavernij van de burgerbevolking van landen en gebieden bezet of gecontroleerd door Duitsland, en van gevangenen uit concentratiekampen, voor gebruik als dwangarbeiders in de Flick-mijnen en fabrieken.
- Oorlogsmisdaden en misdaden tegen de menselijkheid door plundering van bezette gebieden, en de inbeslagname van bedrijven zowel in het westen (Frankrijk) als het oosten (Polen, Rusland).
- Misdaden tegen de menselijkheid door deelname aan de Jodenvervolging en de "arisering" van hun eigendommen.
- Lidmaatschap van de NSDAP en de "Vriendenkring van Himmler".
- Lidmaatschap van een criminele organisatie, de SS.

Alle verdachten pleitten "niet schuldig".

## Uitspraak
De rechtbank verwierp punt 3 en verklaarde dat het gepresenteerde bewijsmateriaal (dat allemaal betrekking had op zaken vóór september 1939) buiten zijn jurisdictie viel, aangezien het tribunaal alleen een mandaat had voor daden die zijn gepleegd tijdens de Tweede Wereldoorlog, d.w.z. van september 1939 tot mei 1945.
Friedrich Flick werd veroordeeld tot zeven jaar gevangenisstraf, twee van de andere beklaagden kregen kortere straffen en de overige drie werden vrijgesproken.